# Resolució 1510 del Consell de Seguretat de les Nacions Unides
La Resolució 1510 del Consell de Seguretat de les Nacions Unides fou adoptada per unanimitat el 13 d'octubre de 2003. Després de reafirmar totes les resolucions sobre la situació a l'Afganistan, particularment les resolucions 1386 (2001), 1413 (2002) i 1444 (2002) i les resolucions 1368 (2001) i 1373 (2001) sobre el terrorisme, el Consell va ampliar l'autorització de la Força Internacional d'Assistència i de Seguretat (ISAF) per un període d'un any i va ampliar les seves operacions a altres zones fora de la capital Kabul.
L'aprovació de la Resolució 1510 va ser ben acollida pel govern afganès, que durant molt temps va exigir que la ISAF s'expandís per reafirmar el control del govern per part del país.

## Resolució

### Observacions
El Consell de Seguretat va reconèixer que la responsabilitat de proporcionar seguretat i ordre públic a tot l'Afganistan residia en els mateixos afganesos. Va recordar l'acord de Bonn i la seva provisió per a l'expansió progressiva de la ISAF a altres zones més enllà de Kabul. El Consell també va destacar la importància de l'ampliació de les autoritats de l'Estat, la reforma del sector de la seguretat i el desarmament complet, la desmobilització i la reintegració de totes les forces armades. Hi havia preocupació que l'acord de Bonn no es pogués aplicar plenament a causa de la situació de seguretat en parts del país.
Determinant la situació com una amenaça per a la pau i la seguretat internacionals, el preàmbul de la resolució va registrar una carta del ministre d'Afers Exteriors afganès que va demanar assistència de la ISAF fora de la capital i de l'OTAN demanant una expansió de la força.

### Actes
Actuant sota el Capítol VII de la Carta de les Nacions Unides, el Consell va ampliar el mandat de la ISAF per donar suport a l'Administració Transitòria Afganesa i les seves successores per proporcionar un entorn segur. Es va demanar a la ISAF que treballés amb l'Administració de transició i les seves successores, el Representant Especial del Secretari General i l'Operació Enduring Freedom.
Al mateix temps, el mandat de la ISAF, que expirava el 20 de desembre de 2003, es va ampliar per dotze mesos addicionals. Es va autoritzar als estats participants en la força a utilitzar totes les mesures necessàries per complir el mandat. Finalment, es va demanar al lideratge de la ISAF que proporcionés informes trimestrals sobre l'aplicació del seu mandat.